# Chaos and Creation at Abbey Road
"Chaos and Creation at Abbey Road" fue un concierto en vivo por Paul McCartney en los Estudios Abbey Road, específicamente en el Estudio 2, donde muchas de las grabaciones de The Beatles se llevaron a cabo. Se grabó el 28 de julio de 2005.
Chaos and Creation at Abbey Road se hizo con propósito de promocionar el álbum de McCartney, Chaos and Creation in the Backyard. La audiencia se conformó por amigos íntimos y fans selectos , lo que dio un carácter intimista y natural y permitió a Paul charlar con el público, contando historias detrás de canciones y diversas anécdotas.
McCartney toca diversas guitarras, la batería, armonio, contrabajo, melotrón, y hasta copas de cristal en una adaptación de la canción de Wings "Band on the Run". También retrabaja sobre la canción de The Beatles "Lady Madonna", a la que llama "Old Lady in New Clothes", con un tempo mucho más lento y cambios en la línea melódica.
El contrabajo que McCartney usa en "Heartbreak Hotel" perteneció a Bill Black, bajista de Elvis Presley que murió en 1965. Fue un regalo que le hizo su mujer Linda a los 29 años.
En "I've Got a Feeling", que aparece en el álbum de The Beatles de 1970 Let It Be, omite la sección ("Everybody Had A Hard Year") cantada por John Lennon en la grabación original, y que originalmente era un tema independiente de las sesiones del Álbum blanco.

## Lista de temas
Todas las canciones por Paul McCartney, excepto las que se indican.
- "Friends to Go"
- "How Kind of You"
- "Band on the Run"
- "In Spite of All the Danger" (McCartney/Harrison)
- "Twenty Flight Rock" (Cochran)
- "Lady Madonna" (Lennon/McCartney)
- "English Tea"
- "Heartbreak Hotel" (Durden/Axton/Presley)
- "Strawberry Fields Forever" (Lennon/McCartney)
- "Jenny Wren"
- "I've Got a Feeling" (Lennon/McCartney)
- "Blackbird" (Lennon/McCartney)
- "Blue Suede Shoes" (Perkins)